# Cmentarz prawosławny w Chełmie
Cmentarz prawosławny w Chełmie – prawosławna nekropolia w Chełmie, położona w północnej części Góry Zamkowej na terenie dzisiejszej parafii katolickiej pw. NNMP.
Cmentarz został założony w 1867. Przede wszystkim był miejscem pochówku urzędników pozostających w Chełmie do 1915 r.. Pochówki prawosławne odbywały się w tym okresie, jak również w latach późniejszych, również na miejskim cmentarzu katolicko-prawosławnym przy ul. Lwowskiej.
Na cmentarzu znajduje się nagrobek Pyłypa Pyłypczuka, premiera Rządu Ukraińskiej Republiki Ludowej na Emigracji.
W latach 1992–1993 odnawiany. W 2008 nekropolia została ponownie  odremontowana. Mimo to cmentarz nadal jest w złym stanie, wiele nagrobków zostało zniszczonych.

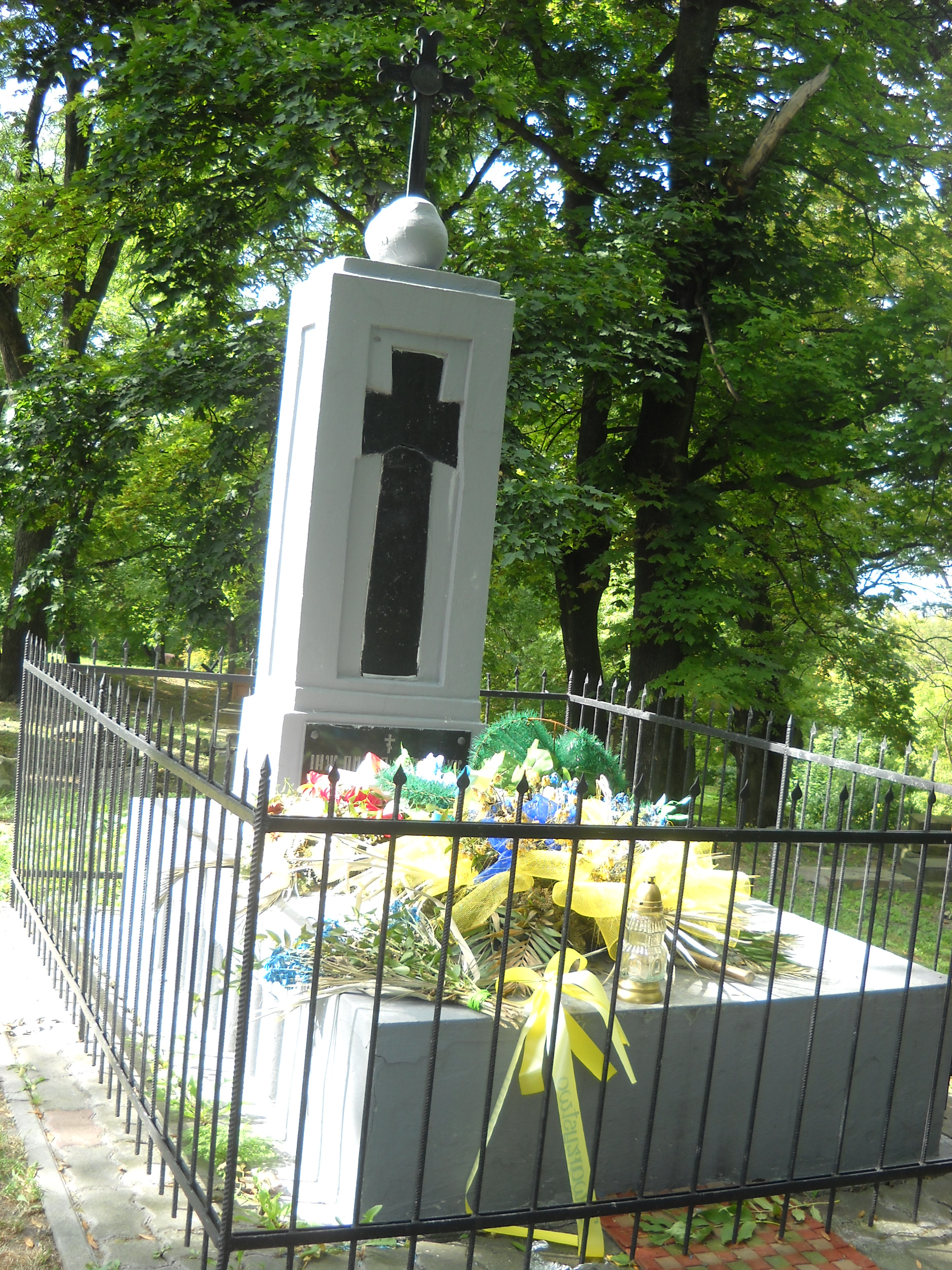
Grób Pyłypa Pyłypczuka
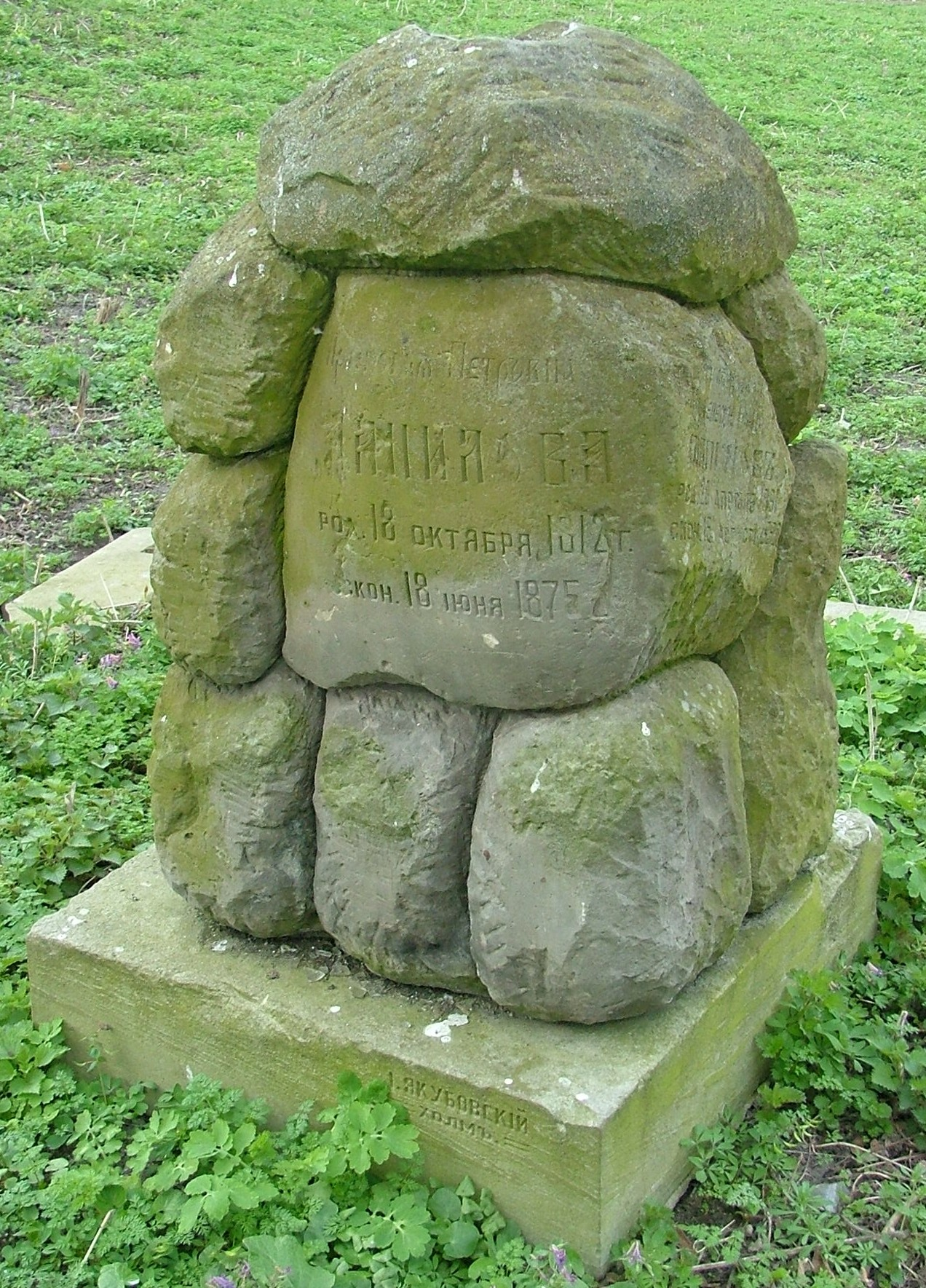
Nagrobek z 1875
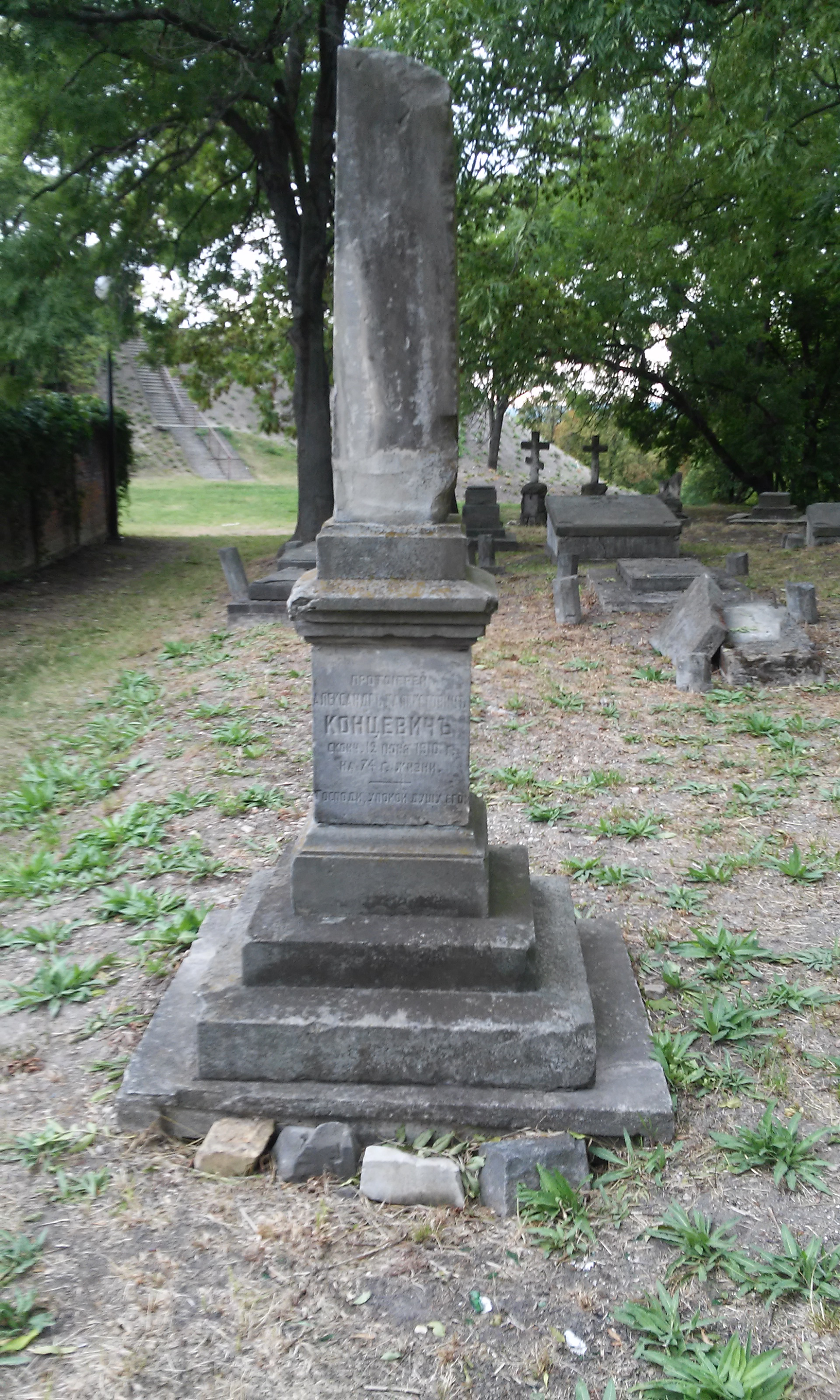
Nagrobek protojereja Aleksandra Koncewicza z 1910